# Toluca
La ciutat de Toluca, oficialment Toluca de Lerdo, és la capital de l'estat de Mèxic i la segona conurbació més gran de l'estat, després de la conurbació que envolta la ciutat de Mèxic. El nom prové del nàhuatl Tollocan que significa "lloc del déu Tollotzin".
Toluca és un important centre industrial i comercial, localitzat a la Vall de Matlanzinco a 70 km al sud-oest de la ciutat de Mèxic, a 40 minuts del suburbi de Santa Fe, però, separat d'aquesta ciutat per la Sierra Nevada Mexicana, i connectades per dues autopistes que la travessen. La ciutat té una població de 666.000 habitants, però, l'àrea metropolitana, formada, a més del municipi de Toluca, pels municipis de Metepec, Lerma i Zinacantepec, és la cinquena més gran de Mèxic amb 1,6 milions d'habitants.
Amb l'increment del trànsit aeri cap a la ciutat de Mèxic, i la impossibilitat d'ampliar-hi l'aeroport, el govern federal va decidir realitzar inversions considerables en els aeroports de les ciutats properes (Puebla, Cuernavaca i Toluca). Toluca va ser la primera a ampliar el seu aeroport, i a partir del 2006 va començar a servir com aeroport auxiliar de la ciutat de Mèxic.
Toluca és seu de l'equip de futbol els "Diables Vermells" (Diablos Rojos).